# Кузнєцов Владислав Олексійович
Владисла́в Олексійо́вич Кузнєцо́в — солдат Збройних сил України.

## Життєпис
Закінчив жмеринську школу, 2010 року — Жмеринське вище професійне училище, електромонтер контактної мережі, 2013-го — Київський електромеханічний коледж, технік-електрик.
Працював електромонтером тягових підстанцій на Укрзалізниці — в Жмеринській дистанції.
Контрактник 95-ї аеромобільної бригади, у складі якої з початку проведення АТО, перебував на Сході країни. 19 липня поблизу Лисичанська, рятуючи життя екіпажу, викинув гранату з БТРа. Вибухом Кузнєцову понівечено кисть правої руки, зазнав чисельних осколкових поранень. 20 липня при операції йому ампутована права кисть на рівні проксимального ряду кистьового суглобу.
Художник Володимир Козюк в серпні 2014-го продав свої картини та 10 тисяч гривень передав Кузнєцову на протез.
Після лікування, протезування та реабілітації він повернувся на службу — в 199 навчальний Центр ВДВ у Житомирі. Хлопець нагороджений орденом «За мужність» ІІІ ступеня, а наприкінці 2016 року йому вручили орден «Народний Герой України». Під час заходу Народна артистка України Ада Роговцева, вручаючи десантнику відзнаку, поцілувала його протез і подякувала за подвиг.
Кузнєцов став одним із героїв документального фільму «Я — не герой», де розповідалися подробиці страшного і трагічного для 95 бригади бою під Лисичанськом.
Крім цього, у 2016 році Владислав також став учасником мультимедійного проєкту «Переможці», де були представлені світлини учасників АТО, що втратили кінцівки на війні, але не втратили силу духу і жагу до життя.
У мирному житті Владислав Кузнєцов не лише бере участь у соціальних проєктах, але й демонструє спортивні досягнення. Зокрема, виступав у турнірах «Сила нації» та «Відважний воїн» по крос-фіту серед учасників АТО.
Відзначився десантник і на Національних Іграх Нескорених, які протягом 21—23 квітня 2017 року проходили в Києві. Він здобув «золото» в своїй категорії у плаванні.
Результатом завершального етап відбору до національної збірної стане участь України на Invictus Games в Торонто — міжнародних змаганнях для військових та ветеранів, які дістали поранення, травми та захворювання під час або внаслідок виконання службових обов'язків.

## Нагороди
- 31 жовтня 2014 року за особисту мужність і героїзм, виявлені у захисті державного суверенітету та територіальної цілісності України, вірність військовій присязі під час російсько-української війни, відзначений — нагороджений орденом «За мужність» III ступеня.
- 3 грудня 2016 року у Краматорську відзначений орденом «Народний Герой України».
- 19 серпня 2017 року у Києві під час ІІІ Міжнародного Форуму національно-патріотичного єднання і духовності отримав суспільно-громадський статус «ЛИЦАР ДОБРОЇ ВОЛІ».